# Шамоа (Долина Аосте)
Шамоа је насеље у Италији у округу Долина Аосте, региону Долина Аосте.
Према процени из 2011. у насељу је живело 93 становника. Насеље се налази на надморској висини од 1844 м.

## Становништво
| 1951. | 1961. | 1971. | 1981. | 1991. | 2001. | 2011. |
| ----- | ----- | ----- | ----- | ----- | ----- | ----- |
| 151   | 141   | 151   | 127   | 122   | 93    | 94    |